# El Cubano Libre
El Cubano Libre va ser el diari clandestí fundat pel Che Guevara el novembre de 1957 a la Sierra Maestra durant la Revolució Cubana. Guevara va prendre el nom d'un diari publicat pels patriotes cubans durant la Guerra d'Independència contra el colonialisme espanyol a finals del segle xix, el qual, al seu torn, havia agafat el nom d'un diari independent publicat per Carlos Manuel de Céspedes el 1868 durant la Guerra dels Deu Anys. Va ser utilitzat com a eina de contrapropaganda a la dictadura de Fulgencio Batista i per a informar al poble cubà de la missió del Moviment 26 de Juliol.
| «                                               | Pel que fa a la difusió de les nostres idees, primer vam començar un petit diari, El Cubano Libre, en memòria d'aquells herois de la selva. Tres o quatre números van sortir sota la meva direcció. Va ser editat posteriorment per Luis Orlando Rodríguez, i posteriorment per Carlos Franqui, que li va donar un nou impuls. Ens van portar un ciclostil de les ciutats, on s'imprimia el paper. | » |
| — Che Guevara, Episodios de la Revolució Cubana | |   |

La publicació del diari es va interrompre arran de la batalla del Jigüe, a la província de Santiago de Cuba, l'11 de juliol de 1958, quan un morter disparat per l'exèrcit de Batista va impactar accidentalment contra la barraca situada a la densa mata on es trobava la redacció del diari, destruint tot el material i matant a tots els presents, inclosos dos editors.